# Seleção Valenciana de Futebol
A Seleção Valenciana de Futebol representa a Comunidade Valenciana, Espanha. A Seleção Valenciana não é reconhecida pela FIFA e UEFA, assim, só podendo jogar partidas amistosas a nível internacional.

## Jogos internacionais da seleção
| Data                   | Local                 | Oponente   | Resultado |
| ---------------------- | --------------------- | ---------- | --------- |
| 27 de Dezembro de 2006 | Comunidade Valenciana | Peru       | 3 - 1     |
| 28 de Dezembro de 2005 | Comunidade Valenciana | Colômbia   | 2 - 1     |
| 28 de Dezembro de 2004 | Comunidade Valenciana | Bulgária   | 1 - 2     |
| 27 de Dezembro de 2003 | Comunidade Valenciana | Camarões   | 2 - 1     |
| 27 de Dezembro de 2002 | Comunidade Valenciana | Iugoslávia | 1 - 2     |
| 28 de Dezembro de 2001 | Comunidade Valenciana | Lituânia   | 4 - 1     |
| 23 de Abril de 1944    | Catalunha             | Catalunha  | 2 - 2     |
| 27 de Março de 1944    | Comunidade Valenciana | Catalunha  | 3 - 4     |
| 15 de Novembro de 1936 | Comunidade Valenciana | Catalunha  | 4 - 0     |
| 18 de Outubro de 1936  | Catalunha             | Catalunha  | 0 - 2     |
| 1918                   | Comunidade Valenciana | Aragão     | 3 - 0     |
| 1918                   | Comunidade Valenciana | Aragão     | 5 - 0     |

## Jogadores
- Javier Farinós
- César Arzo
- Francisco Rufete
- Héctor Font
- Toño